# 日々は過ぎれど飯うまし
『日々は過ぎれど飯うまし』（ひびはすぎれどめしうまし）は、P.A.WORKS制作による日本のオリジナルテレビアニメ。2025年4月から6月までTOKYO MXほかにて放送された。略称は「ひびめし」。

## あらすじ
食べることが好きな稲荷女子大学1年生・河合まこは、大学で偶然再会した小学校の同級生だった小川しのんから勧誘されて食文化研究部に入るが、その実態はダミーサークルだった。しかし大学事務員の太田まゆみから活動内容のないサークルは廃部になると告げられる。まゆみのサークル調査に対して活動実績を示すため、まこの意見で食文化研究部は料理をすることとなる。

## 登場キャラクター

### 食文化研究部
河合 まこ（）
声 - 嶋野花
本作の主人公。小さいころから祖母の家で料理を習っているため料理が得意で、食べることも大好き。ただ性格は内気で、人に声を掛けるのが苦手で、一人での外食も注文が怖くてしてこなかった。小学校時代はよく走り回っている子供だったが、小学校時代の幼馴染達とは中学校が別になり、中学高校と友人ばできず、大学でしのんに再会するまでは大学でも友達がいなかった。
人の名前を覚えるのも苦手で、簡単な渾名を付ける。しのん、つつじからは「まこっち」、ななからは「まこっちゃん」と呼ばれている他、くれあとは当初は苗字で呼び合っていたが、第7話を機に名前で呼び合うようになる。
アルバイト先は団子とお稲荷の店「桑都屋本店」で働いているが、接客が苦手だったために調理場へ移される。
一時期ウエストが太くなって今までのボトムが入らなくなり、つつじやなならとスポーツジムに通う。また、ベランダやキッチンでの家庭菜園を始める。
研究会では無論調理担当で、ふるまう料理は愛視聴しているモコ太郎の番組も参考にしている。
美味しいものの前では、時たま目つきが変わり表情が鋭くなる。
部で記念写真を撮るときの合図が「ごちそうさま」となったのは、まこの提案による。
4月23日生まれ、血液型はO型。
古舘 くれあ（）
声 - 加隈亜衣
食文化研究部副部長。しっかり者で、マイペースなサークルのメンバーを引っ張る姉御肌だが、強がりな一面もある。食文化研究部の活動報告やホームページはしのんとともに作成を担当。
他の4人とは大学で出会ったので過去を知らず、思い出話に入れず、そうしたことで寂しさを感じる時もある。
実家のたかお食堂の手伝いで料理をしているため、サークル内でも料理を作る際は、まこと共にメインで調理を担当している。
第5話で運転免許を取得し、サークルの面々で遠出をする際は、実家の車を使いドライバーを務める。事前に高速道路を走る練習をするほどであるが、まこの実家に遠出した際には一緒に取得したしのんに任せられないとして、一人で運転ををしてしまう。
仕入れに築地によく連れて行ってもらっていたが、帰り道の風景を車内で眠ってしまって見れてなかったという。まこの提案で築地までくれあの運転で訪れることになる。
平成18年11月29日生まれ、血液型はA型。
小川 しのん（）
声 - 青山吉能
食文化研究部の発起人で部長。大学で再会した河合まことは幼馴染。部室の物をそろえたり合宿用にロッジを借りる手筈を整えたりと、陽気で行動力があり広い人脈を持つが、いろいろな事柄を無計画で実行してしまい、みんなを巻き込みがち。また、物事を忘れっぽい性格でもあり皆を困らせたりする、かなりのお調子者。
小学生当時のまこや幼馴染からの渾名は「おしんこ」だったが、その呼び方には拒否反応を起こし呼ばないよう注意している。
住んでいる部屋はロフトのある部屋で、お出かけ用に5000円を部屋に隠しておき、付箋にどこに隠していたかヒントを記しているという慎重ぶりだが、実際は隠し忘れていた。
第4話から、くれあの実家のたかお食堂でアルバイトを始めたが、料理は出来ない為接客を担当。バイト初日で客で来ていた親子におすすめを聞かれ、肉と油への信頼感から、ソースカツ丼が1番人気のメニューと当てている。
くれあ同様、第5話で運転免許を取得。ただし1度落ち、2度目の試験で合格。
食文化研究部内の旅行は、たいていしのんが言い出しっぺである。
平成18年7月1日生まれ、血液型はB型。
比嘉 つつじ（）
声 - 乾夏寧
クールで独特の感性の持ち主。しゃべりは朴訥としていて、通常会話でも敬語を使う。小柄で、何度かまこと激突して吹っ飛んだり、しのんを担いでつぶれたりしている。
周りのことをよく観察しているが、ハプニングが起きるとパニクる。ななとは高校の同級生であり、ななの性格を熟知している。
趣味特技はウクレレ演奏で羊グッズが大好き。また、エナジードリンクを好んで飲む。高い所と運動は苦手。
毛量の多い髪形をしていて、羊グッズを愛用していることから、まこからの渾名は「ひつじ」で、ななからも「ひつじちゃん」と呼ばれる。
食文化研究部の料理時には、もっぱら火起こしを担当している。
サークルの申請の際に部長にしのん、副部長にくれあを指名した張本人であり、コミカライズ版では「食文化研究部」というサークル名の名付け親でもある事が判明している。
9月9日生まれ、血液型はAB型。
星 なな（）
声 - 会沢紗弥
第4話より登場。初対面の相手とは面と向かって話せないほどの極度の人見知りで物陰に隠れてしまうほどであるが、打ち解けると明るい一面が見られる。また、被り物をすると、極度の人見知りも緩和する傾向がある。
まことの初見は授業終わりにまこにぶつかってしまい、すまないと思っていたが、人見知りからまこを睨みつけてしまい、誤解を招くような別れ方になっていた。
パズルが得意で愛好している。また長い説明文を瞬時に読み取る特技もある。
大学を入学した当初は、自身の目を覆い隠す程の前髪を伸ばしていたが、パズル部の立ち上げのために自身をイメージチェンジして部活勧誘を試みるも、人見知りまでは直らずに失敗。結局は以前から誘われていた食文化研究部に途中入部する。
6月17日生まれ、血液型はA型。

### その他の稲荷女子大学の関係者
太田 まゆみ
声 - 福原綾香
稲荷女子大学の事務員。真面目に仕事をしており、食文化研究部の活動をチェックしている。
児玉 さくら
声 - 中島愛
稲荷女子大学の3年生。農業サークルの部長。髪形は三つ編み。
第2話でしのんに冷蔵庫を譲渡する条件として、第8話の夏休みで畑の手伝いすることを約束させた。
第9話で狩猟免許を所持し、猟友会に加入していることが明らかになる。そして、食文化研究部が大学祭で出す模擬店のカレーに地元の狩猟で捕獲した鹿肉のジビエを活用するアイデアを提案したり、サークルの畑で採れた野菜をカレーに使ってもらいたくて提供する。
家庭菜園を始めたまこの相談にものったり、クリスマスに自家製のたい肥を届けたりしている。

### 食文化研究部のメンバーの家族
くれあ母
声 - 前田愛
実家のたかお食堂を切り盛りしている。
星 るな
声 - 黒木ほの香
ななの姉。つつじとは顔見知り。まこたちが通う大学の近くのアウトレットにあるアパレルショップで働いている。ギャルな人物であるが、ポチは苦手。
なな母
声 - 大井麻利衣
ポチ
ななが自宅にて飼っているカメレオン。ケージと部屋の扉も開いていたことで逃げ出してしまい、るなの傍にいたことがある。
まこ母
声 - 下屋則子
まこより少し背が高い。今はまこの祖母と一緒に住んでいる。まこの里帰りと部の旅行で来た食文化研究部の面々を迎えた。
まこ祖母
声 - 所河ひとみ
現在はまこの父母と住んでいる。まこは小さいころから祖母の家で料理をしていた。まこの里帰りと部の旅行で、ななの肩に手をやってななが逃げ出している。

### その他のキャラクター
モコ太郎
声 - もえのあずき
まこのお気に入りグルメ系動画配信「モコ太郎飯をくらう」の人気キャラクター。美味しいものを食べるため、全国各地を飛び回っている。着ぐるみ姿で行動しているため過酷なことも行っており、高尾山で目的の店舗に着く直前に転がり落ちたほか、稲荷女子大学の大学祭では着ぐるみを着たまま更衣室で休憩していた。
第9話では稲荷女子大学の大学祭にシークレットゲストとして登場、食文化研究部の出店した鹿肉スープカレーを動画内で紹介し、動画を視聴していたまこを驚かせた。
ひより
声 - 長谷川育美
まことしのんの同郷の幼馴染。名字は不明。後ろが長髪で輪ゴムを結んでいる。高校卒業後、大阪の大学に進学している。
ゆな
声 - 長江里加
まことしのんの同郷の幼馴染。名字は不明。ボーイッシュでショートボブが特徴。高校卒業後に進学せず、父親の仕事を手伝っている。

## 用語
稲荷女子大学
まこたちが通う大学。くれあとななは実家通いで、つつじは不明。キャンパスの様子は東京都立大学の南大沢キャンパスがモデルとなっている。
食文化研究部
もとの設立目的はダミーサークルで、しのんが昼寝床が欲しかったからであるが、しのん曰く「独創的かつ意欲的なサークル」。サークルは設立するには最低でも4人が必要で、当初は人数が3人であったため許可が下りなかったものの、後にしのんがまこをサークルに勧誘し、設立にこぎつけた。また、設立直後の部やサークルがダミーサークルではないか抜き打ちでチェックが入るほか、活動報告やホームページ作成なども求められる。
部室棟は他の校舎から離れたところにあり、食文化研究部は建物に向かって1階の一番左端の部屋。建物内は火気厳禁なので、料理は外で行う。水場も外にある。
部室内にはしのんが集めた調理器具の他、タイヤや他サークルなどから貰い受けた雑貨などで充実している。つつじは自分で羊型のクッションチェアを持ち込み、部室にいるときは主にそのチェアに座る。ただし、ギブアンドテイクでもらってきていることもあり、例えば冷蔵庫は農業サークルから農作業の手伝いを条件に譲り受け、料理に使う食材やつつじのエナジードリンクなど各自の飲食物が入れてある。また夏の納涼祭時に和服サークルから浴衣を借りた際には、他サークルから貰ってきたトルソーを提供している。
空調装置は付いているものの、一度点検日だった事をしのんが忘れていたため、故障したと思われていた事がある。冬用には炬燵や、冬の調理用にIHヒーターも備えた。
農業サークル
さくらが部長を務めるサークルで、結構な広さの畑を管理している。作中ではさくら以外のメンバーは登場していない。夏の野菜収穫時期もさくら以外は帰省中となっている。農業サークルは部活棟の部室は、倉庫代わりに使用している。
食文化研究部には冷蔵庫の譲渡を条件に、夏の野菜収穫を手伝ってもらっている。

たかお食堂
アニメ内ではくれあの実家として描かれている食堂。東京都八王子市高尾に実在する店舗だったが、2025年4月18日を以って閉店となった。
食品サンプルのディスプレイ展示があり、アニメでは最初まこがそれをみて名物のソースカツ丼を食べようか迷っていた。
店内はカウンター席とテーブル席があり、壁面は実在した店舗と同様に鉄道の行先標や駅名標が多く飾られている。
モコ太郎飯をくらう
まこが頻繁に視聴しているグルメ系動画配信番組。番組キャラクターのモコ太郎が美味しいごはんを求めて日本中を旅する他、おいしい料理レシピも紹介しており、まこも食文化研究部で披露する料理の参考にしている。
まこの故郷・実家と祖父母の家
まこやしのんの故郷は、海沿いの街。定期試験後まこが帰省する事でこのタイミングと小旅行と合わせて里帰りした際、東京から朝4時に出発し、高速道路を使って昼前位に到着する程の距離がある。
実家の家屋は立派で、池のある庭がある。
祖父母の家は日頃住んでいないとはいえ、手入れされた立派な茅葺き屋根古民家で、冷蔵庫は備え付いているが、飯炊き用釜や囲炉裏があり、料理はこの設備で行っている。つつじとななはまことしのんが出かけている間に、しのんに料理を提供しようと火起こしに挑戦し、苦戦するも火打石を使って見事成功する。但しまこはガスバーナーを使った。

## スタッフ
- 原作 - team apa[1]
- キャラクター&ストーリー原案・漫画ネーム制作 - あっと[2]
- 監督 - 川面真也[2]、春水融[2]
- シリーズ構成 - 比企能博[1]
- キャラクターデザイン・総作画監督 - 満田一[2]
- 総作画監督 - 柏木彩花、林珠銀
- 衣装デザイン - 藤谷奈美[1]
- プロップデザイン - 牧野博美[1]
- 美術監督 - 東潤一[1]
- 美術設定 - 藤井祐太[1]
- 色彩設計・特殊効果 - 加口大朗[1]
- 3D監督 - 市川元成[1]
- 2Dworks - 村上瞭[1]
- 撮影監督 - 佐藤陽一朗[1]
- 編集 - 髙橋歩[1]
- 音響監督 - 高寺たけし[2]
- 音響効果 - 小山恭正
- 音響制作 - マジックカプセル[1]
- 音楽 - 水谷広実[2]
- 音楽プロデューサー - 山内真治
- プロデューサー - 鳥羽洋典、辻充仁
- ラインプロデューサー - 本島一也
- アニメーション制作 - P.A.WORKS[2]
- 製作 - ひびめし製作委員会

## 主題歌
「そんなもんね」
asmiによるオープニングテーマ。作詞はRyota Saito、作曲はRyota Saitoとknoak、編曲はknoak。
「味噌汁とバター」
汐れいらによるエンディングテーマ。作詞・作曲は汐れいら、編曲はnobuaki tanaka。

## 各話リスト
| 話数   | サブタイトル             | 脚本     | 画コンテ        | 演出                       | 作画監督 | 初放送日       |
| ------ | ------------------------ | -------- | --------------- | -------------------------- | --- | -------------- |
| 第1話  | 食文化研究部へようこそ   | 比企能博 | 川面真也 春水融 | 太田知章                   | 小島明日香 柏木彩花 若山政志 大野薫野 山本恵里沙 magho 林珠銀 SILVER LINK 光の園・アニメーション                            | 2025年 4月13日 |
| 第2話  | 料理したいかも           | 比企能博 | 春水融          | 宮田政典                   | 田中未来 吉田翔太 小笠原憂 ｍagho 山本恵里沙 若山政志 柏木彩花 小野和美 中島大智 林珠銀 SENA 8ito                           | 4月20日        |
| 第3話  | お金なくなっちゃった!!   | 比企能博 | 坂田純一        | 山下知晃                   | 田中未来 中島大智 小野和美 大野薫野 田之上慎 SILVER LINK 光の園・アニメーション                                             | 4月27日        |
| 第4話  | この子は星なな           | 比企能博 | 渡辺ましゃみ    | 阿部ゆり子                 | 天野和子 小笠原憂 小野和美 柏木彩花 林珠銀 光の園・アニメーション                                                           | 5月4日         |
| 第5話  | ドライブ行かない？       | 比企能博 | 佐々木勅嘉      | 金森由樹                   | 林珠銀 柏木彩花 中島大智 小笠原憂 Lee Jae min Kim Yu sun Lee Sang Jin Lee Jong man Ho Seong Jin                             | 5月11日        |
| 第6話  | もしかして私太った…？    | 星野七海 | 梅津朋美        | 東亮佑 栗山美秀 岩田みづき | いのうえりか 藤井萌依 大野勉 Atelier Gokujou 趙小川 徐超 陳玲玲 蒋海華                                                      | 5月18日        |
| 第7話  | ずっと忘れないと思う     | 比企能博 | 宮田政典        | 山下知晃 春水融            | 中島大智 若山政志 小笠原憂 林珠銀 小野和美 MARURIN Romulo                                                                   | 5月25日        |
| 第8話  | エアコン…壊れた…？       | 比企能博 | 西田正義        | タカハシアキラ 高橋正典    | 林珠銀 小笠原憂 柏木彩花 中島大智 若山政志 山本恵理沙 吉田翔太 Madeline MARURIN Paul Stiffman Romulo 光の園・アニメーション | 6月1日         |
| 第9話  | 出店してみますか！       | 比企能博 | 浅井義之        | 山下知晃                   | 小島明日香 柏木彩花 林珠銀 吉田翔太 小笠原憂 小野和美 magho 中島大智 光の園・アニメーション                                 | 6月8日         |
| 第10話 | ただいま                 | 比企能博 | 春水融          | 粟井重紀                   | 小島明日香 李程尚 陳月 小笠原憂 小野和美 中島大智 光の園・アニメーション                                                    | 6月15日        |
| 第11話 | クリスマス空いてますか!? | 星野七海 | 坂田純一        | 上野謙矢                   | 川合正起 北原莉奈 モノ けんご たんパク Dumoulin Remi eeqa                                                                   | 6月22日        |
| 第12話 | ごちそうさま!!           | 比企能博 | 春水融          | 春水融                     | 小島明日香 林珠銀 柏木彩花 小野和美 小笠原憂 中島大智 光の園・アニメーション                                                | 6月29日        |

## 放送局
| 放送期間                | 放送時間                     | 放送局         | 対象地域   | 備考                                 |
| ----------------------- | ---------------------------- | -------------- | ---------- | ------------------------------------ |
| 2025年4月13日 - 6月29日 | 日曜 0:30 - 1:00（土曜深夜） | TOKYO MX       | 東京都     | 製作参加                             |
|                         |                              | とちぎテレビ   | 栃木県     |                                      |
|                         |                              | 群馬テレビ     | 群馬県     |                                      |
|                         |                              | BS11           | 日本全域   | 製作参加 / BS放送 / 『ANIME+』枠     |
|                         | 日曜 2:30 - 3:00（土曜深夜） | メ〜テレ       | 中京広域圏 | 製作参加                             |
|                         | 日曜 22:30 - 23:00           | AT-X           | 日本全域   | CS放送 / 字幕放送 / リピート放送あり |
| 2025年4月14日 - 6月30日 | 月曜 0:40 - 1:10（日曜深夜） | 朝日放送テレビ | 近畿広域圏 | 『ANiMiDNiGHT!!!』枠                 |

| 配信開始日    | 配信時間                   | 配信サイト |
| ------------- | -------------------------- | --- |
| 2025年4月13日 | 日曜 1:00（土曜深夜） 更新 | dアニメストア（本店・ニコニコ支店・for Prime Video） |
| 2025年4月15日 | 火曜 12:00 以降順次更新    | ABEMA バンダイチャンネル Hulu FOD Lemino Netflix Prime Video ニコニコチャンネル ニコニコ生放送 TELASA （見放題プラン） J:COM STREAM （見放題） milplus見放題パックプライム U-NEXT アニメ放題 DMM TV |

## BD / DVD
| 巻 | 発売日             | 収録話          | 規格品番      | 規格品番      |
| 巻 | 発売日             | 収録話          | BD            | DVD           |
| -- | ------------------ | --------------- | ------------- | ------------- |
| 1  | 2025年6月25日      | 第1話 - 第2話   | ANZX-16961/2  | ANZB-16961/2  |
| 2  | 2025年7月30日      | 第3話 - 第4話   | ANZX-16963/4  | ANZB-16963/4  |
| 3  | 2025年8月27日予定  | 第5話 - 第6話   | ANZX-16965/6  | ANZB-16965/6  |
| 4  | 2025年9月24日予定  | 第7話 - 第8話   | ANZX-16967/8  | ANZB-16967/8  |
| 5  | 2025年10月29日予定 | 第9話 - 第10話  | ANZX-16969/70 | ANZB-16969/70 |
| 6  | 2025年11月6日予定  | 第11話 - 第12話 | ANZX-16971/2  | ANZB-16971/2  |

## 漫画
Quroによるコミカライズが『アライブ+』(KADOKAWA) にて2025年3月から連載中。
- Quro（漫画）・あっと（原案） 『日々は過ぎれど飯うまし』 KADOKAWA〈MFコミックス〉、既刊1巻（2025年5月28日現在）
  1. 2025年5月28日発売[18][19]、ISBN 978-4-04-811498-1

## プロモーション
朝日放送テレビでは、日曜未明（土曜深夜）の「ANiMAZiNG!!!」枠に続いて月曜未明（日曜深夜）に新設するABCアニメーションのアニメ枠での第1弾作品になることから、枠名を募集する企画が2025年3月13日から同年4月7日まで開催され、4月18日には「ANiMiDNiGHT!!!」に決定した。

## もえのあずきの飯うまし
YouTube『アニプレックス チャンネル』にて2025年4月13日から配信されている。作中でモデルとなったお店に行ったり、登場する料理を作って食べてみたりなど、「ひびめし」愛を深めていこうというコンセプトの番組。
出演は もえのあずき（モコ太郎 役）。
| 回     | 配信日         | ゲスト                                            | 内容                                        |
| ------ | -------------- | ------------------------------------------------- | ------------------------------------------- |
| 第1回  | 2025年 4月13日 | 嶋野花（河合まこ 役）                             | 聖地巡礼：たかお食堂                        |
| 第2回  | 4月20日        | 嶋野花（河合まこ 役）、乾夏寧（比嘉つつじ 役）    | 『カマンベールカレーピラフ』                |
| 第3回  | 4月27日        | 加隈亜衣（古館くれあ 役）                         | 聖地巡礼：やまびこ茶屋                      |
| 第4回  | 5月4日         | 加隈亜衣（古館くれあ 役）、会沢紗弥 （星なな 役） | 『ロースト―ポークのサンドイッチ』           |
| 第5回  | 5月11日        | 嶋野花（河合まこ 役）、乾夏寧（比嘉つつじ 役）    | 聖地巡礼：かさい海浜公園 なぎさバーベキュー |
| 第6回  | 5月18日        | 嶋野花（河合まこ 役）                             | 聖地巡礼：ソウルグリル                      |
| 第7回  | 5月25日        | 嶋野花（河合まこ 役）、青山吉能 （小川しのん 役） | 『金目鯛のピザ』                            |
| 第8回  | 6月1日         | 加隈亜衣（古館くれあ 役）、会沢紗弥 （星なな 役） | 『フルーツポンチ』                          |
| 第9回  | 6月8日         | 乾夏寧（比嘉つつじ 役） 、会沢紗弥 （星なな 役）  | 『鹿肉スープカレー』                        |
| 第10回 | 6月15日        | 嶋野花（河合まこ 役）、乾夏寧（比嘉つつじ 役）    | 『鶏肉ときのこの白だし鍋』                  |
| 第11回 | 6月22日        | 嶋野花（河合まこ 役）、青山吉能 （小川しのん 役） | 『ローストチキン』                          |
| 第12回 | 6月29日        | 乾夏寧（比嘉つつじ 役）                           | 聖地巡礼：中華料理・大進亭                  |